# Peter Lupus
Peter Lupus (* 17. Juni 1932 in Indianapolis, Indiana) ist ein US-amerikanischer Bodybuilder und Schauspieler.

## Leben
Lupus besuchte die Butler University und machte 1954 seinen Abschluss. Er verfolgte zunächst eine Karriere als Bodybuilder und konnte verschiedene Titel erringen, darunter Mr. Indiana, Mr. Hercules und Mr. International Health Physique. In den 1960er Jahren spielte er daraufhin in Sandalenfilmen wie Herkules gegen die Tyrannen von Babylon und Die Rache des Spartacus. Hierbei arbeitete er zeitweise auch unter dem Pseudonym Rock Stevens. Von 1966 bis 1973 verkörperte er in 161 Folgen die Rolle des Willy Armitage in der Fernsehserie Kobra, übernehmen Sie (Mission: Impossible) Nachdem die Serie abgesetzt worden war, ließ sich Lupus 1974 nackt für das Magazin Playgirl ablichten. Eine weitere regelmäßige Rolle hatte er 1982 in der Polizei-Sitcom Die nackte Pistole, wo er die Rolle des Norberg spielte, welche in den Kinoverfilmungen von O. J. Simpson übernommen wurde. 

## Filmografie (Auswahl)
- 1962: Jack Benny Show (The Jack Benny Show; Fernsehserie, eine Folge)
- 1964: Muscle Beach Party
- 1964: Herkules gegen die Tyrannen von Babylon (Ercole contro i tiranni di Babilonia)
- 1965: Die Rache des Spartacus (Il gladiatore che sfidò l'impero)
- 1966–1973: Kobra, übernehmen Sie (Mission: Impossible; Fernsehserie, 161 Folgen)
- 1980: Love Boat (Fernsehserie, Doppelfolge The Mallory Quest/Julie, the Vamp/The Offer)
- 1980: Fantasy Island (Fernsehserie, Folge Nona/One Million B.C.)
- 1982: Die nackte Pistole (Police Squad!; Fernsehserie, 4 Folgen)
- 1987: Der Mordanschlag (Assassination Assassination)
- 1990: Highway Chaoten (Think Big)
- 1991: Trabbi goes to Hollywood (Driving Me Crazy)
- 1992: Die total beknackte Nuß (The Nutt House)
- 1993: Rosen sind tot (Acting on Impulse)
- 1993: Böse Schatten (Love, Cheat & Kill)
- 2014: Mission: Impostor